# Huszártorna
Névváltozatok:
en: Hungarian-style tournament

Rövidítések:

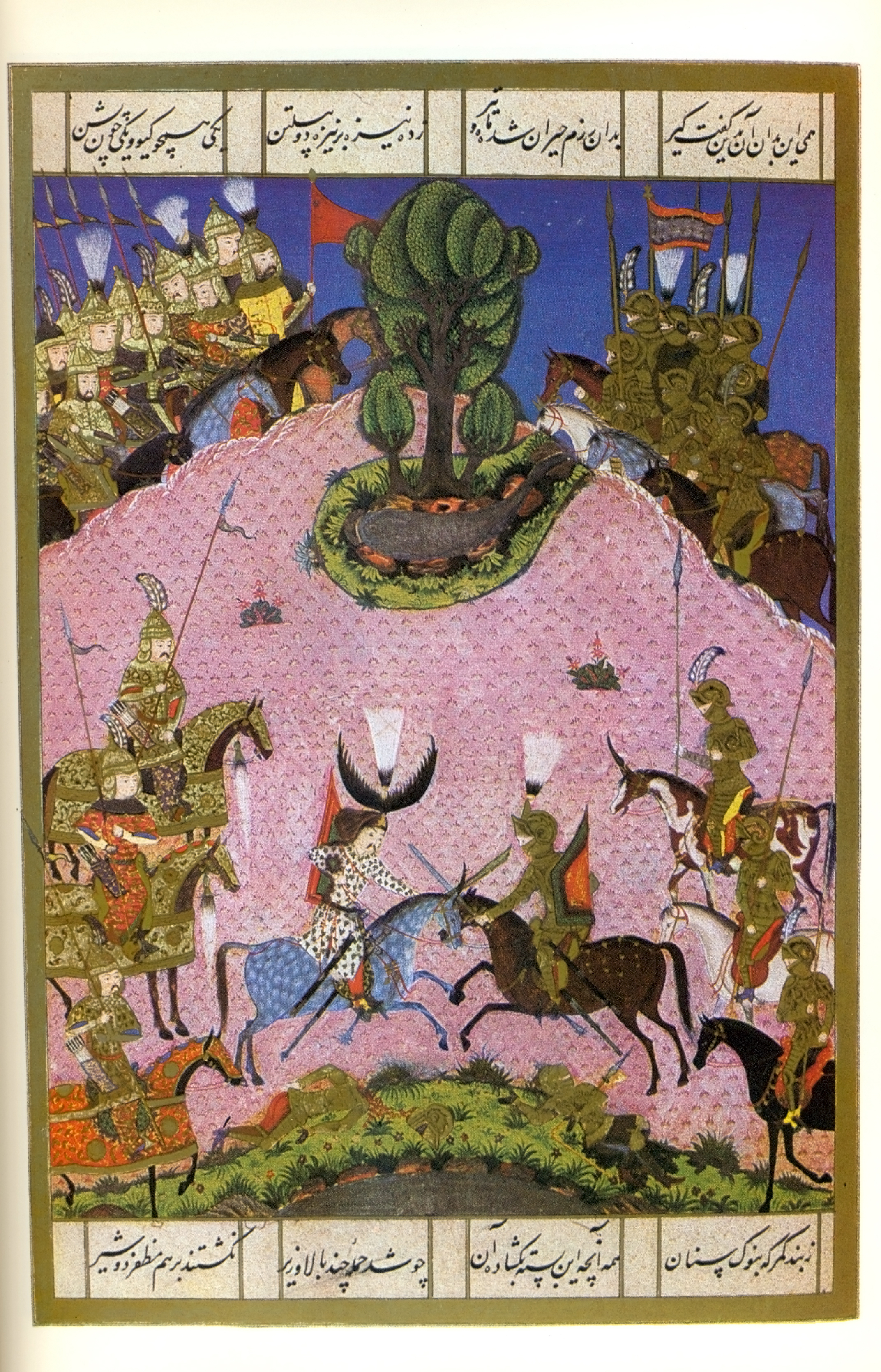
Török-magyar párviadal a csatatéren, könnyűlovas török és lovagi vértezetű magyar vitéz között. 16. századi török miniatúra

A huszártorna a nehéz fegyverzetű lovagok tornájának mintájára a korai huszárok könnyű fegyverzetével, azaz karddal, lándzsával, huszártárcsával és fémsisakban rendezett párviadal volt. A királyi udvarban terjedt el a 16. század elejétől, majd fel is váltotta a megszűnő lovagi tornákat.
Külföldön a huszári fegyverzetért lelkesedő Tiroli Ferdinánd főherceg, I. Ferdinánd király fia rendezett huszártornákat prágai, pilseni és innsbrucki udvarában. A bécsi Kuntshistorisches Museum ma is őrzi „fehérhuszár” öltözetét, mely hosszú, bő kaftánszerű köpeny, a cipő mintás fehér damaszt, a mente ezüsttel hímzett ezüstbrokát. Fegyverzete tömör ezüstből készült sisakból, pajzsból, mellvértből és fegyverekből, ezüstveretes lószerszámokból áll.
A huszártornákon maga a főherceg is részt vett. Ennek szigorú szabályai voltak, melyek betartását a bírák és a látók ellenőrizték. A huszártorna igazi formája a kopjatörés volt, melyet könnyű puhafa lándzsákkal és üreges, tompa fejű lándzsahegyekkel vívtak. Az ellenfelek erős rohammal rontottak egymásra. Céljuk a másik kivetése volt a nyeregből. Mivel a döfés az ellenfél testére irányult, a lándzsák rendszerint az ellenfél pajzsán törtek el. A huszársisak a török sisakból alakult ki. A 16. században kúpos haranggal rendelkezett, az arcrész szabadon állt, melyet csak egy keskeny orrvas védett, a fülvért szív alakban dudorodott ki.
A  Metropolitan Museum of Art gyűjteményében található pajzs elejére Mohamed próféta kétélű kardját tartó kart festettek, míg a belső oldalán feszület és a passió eszközei láthatók. Egyes vélemények szerint ezt a keresztény-iszlám szimbolikájú pajzsot a huszártornákon használták, ahol egyes vitézek töröknek öltöztek be a párviadalra, melynek célja az ellenfél tollainak levágása volt karddal a sisakjáról és a festett pajzsa csúcsáról.